# Lost Without You
"Lost Without You" é uma balada pop escrita po Bridget Benenate e Matthew Gerrard, produzida por Gerrard para o primeiro álbum de Delta Goodrem, Innocent Eyes em 2003. Foi lançado como segundo single em 28 de fevereiro de 2003 na Austrália e no segundo semestre de 2003 no resto do mundo. A música se tornou o segundo single de Delta nas paradas da Austrália e também chegou ao topo do top 10 na Nova Zelândia, Reino Unido e Suécia. Goodrem lançou um remix da música em 28 de Junho de 2006 nos Estados Unidos, como download digital.

## Desempenho do Single
"Lost Without You" foi lançada nas rádios Australianas em fevereiro de 2003, e logo se tornou a música mais pedida daquele ano. A música debutou no ARIA Singles Chart em 10 de Março de 2003 como número 1, tirando "Beautiful" de Christina Aguilera da primeira posição. Recebeu a certificação dourada de vendas na primeira semana segundo a ARIA e se tornou o segundo single consecutivo em primeiro lugar de Delta. Na sua segunda semana nos charts, foi derrubada do número um por "All the Things She Said" da banda t.A.T.u., mas na terceira semana voltou a primeira posição ficando duas semanas no topo. Depois foi passado novamente por "All the Things She Said". "Lost Without You" passou doze semanas no top 10, dezoito semanas no top 50, trinta e duas semanas no top 100, e foi certificado 2x platina pela ARIA e foi o sétimo single mais vendido na Austrália em 2003. A Música debutou em 31º lugar nas paradas da Nova Zelândia segundo a RIANZ em 29 de Junho de 2003. Levou quatro semanas para chegar à quarta posição e ficou 19 semanas nos charts.
A música debutou nas Charts Inglesas em 23 de junho de 2003 em quarto lugar, tornando-se o segundo single de Delta a entrar no top 10 do Reino Unido. Ficou no top 10 por 3 semanas e no top 75 por 11 semanas. Na Irlanda a música debutou em 15º, ficando lá por 2 semanas, e permanecendo nas chats por 13 semanas. A música debutou nos E.U.A Billboard Hot Adult Contemporary Tracks em 7 de julho de 2005 no número 36. Levou 11 semanas para atingir a posição 18 e ficou 20 semanas nos charts. A música foi tocada no World Music Awards em 2005.

## Video Clipes
Dois Vídeo Clipes foram produzidos para divulgar o single — o primeiro lançado mundialmente e o segundo apenas nos Estados Unidos. O Primeiro foi lançado por Katie Bell e filmado em Rockhampton e foi lançado em 17 de fevereiro de 2003. Sobre o vídeo, Delta declara: "Foi um grande avanço desde o último clipe. Esse é mais calmo. Estávamos mais folgados e centrados nesse. O outro foi mais sério e eu na verdade me divirto mais do que as pessoas pensam. Só a atmosfera do clipe, e os cenários - Estou realmente feliz com o resultado.".  Essa versão mostra Delta em sua sala e na entrada de sua casa, ela acende as luzes e toca partes da música em seu piano. Enquanto a música é tocada, ela lembra de tudo que passou com seus amigos. Algumas cenas mostram Delta em seu quarto, ainda lembrando de seus amigos. O vídeo, com making off, aparece em seu primeiro DVD Delta(2003).
O segundo vídeo foi gravado na Califórnia e foi lançado nos Estados unidos em Agosto de 2005. O vídeo se ambienta em uma praia, onde Delta toca partes da música no piano, o vídeo é em Preto e Branco. Também mostra Goodrem com um homem, abraçando-o e andando juntos. Há apenas pequenas diferenças entre as canções; a duração e os vocais. No primeiro vídeo, os instrumentos são tocados suavemente, enquanto na segunda versão, os instrumentos são tocados mais intensamente.

## Versões Cover
Darren Hayes fez um cover da canção durante a cerimônia do ARIA Awards em 2003, devido à Delta estar doente e não poder comparecer. O artista gospel Jaci Velasquez também fez um cover da canção. Nessa versão a letra da canção foi revisada, para transparecer uma dependência de Deus, ao contrário de um amor, na letra original. A música está no seu álbum "Unspoken".
A banda Australiana Fido também fez um cover, em uma versão mais punk, e foi postada em seu MySpace.

## Formatos e Faixas
Essas são as faixas dos diferentes formatos do single "Lost Without You".
| CD single Australiano 1. "Lost Without You" — 4:10 2. "Lost Without You" (acoustic) — 4:08 3. "In My Own Time" — 4:06 CD single Inglês 1. "Lost Without You" — 4:10 2. "Lost Without You" (acoustic) — 4:08 3. "In My Own Time" — 4:06 4. "Lost Without You" (music video) | CD single Inglês II 1. "Lost Without You" — 4:10 2. "Hear Me Calling" — 3:48 3. "Lost Without You" (Smash 'N' Grab remix) — 4:04 Versões Oficiais 1. "Lost Without You" (album version) 2. "Lost Without You" (acoustic) 3. "Lost Without You" (the Luge remix) 4. "Lost Without You" (Smash 'N' Grab remix) 5. "Lost Without You" (Smash 'N' Grab extended remix) 6. "Lost Without You" (Soulchild remix) 7. "Lost Without You" (U.S. mix) |

## Charts
| Chart (2003)                        | Pico posição |
| ----------------------------------- | ------------ |
| Austrália (ARIA Charts)             | 1            |
| Alemanha                            | 35           |
| Irlanda                             | 15           |
| Nova Zelândia (RIANZ Singles Chart) | 4            |
| Reino Unido                         | 4            |
| Chart (2004)                        | Pico posição |
| Áustria                             | 14           |
| Suíça                               | 9            |
| Suécia                              | 47           |
| Chart (2005)                        | Pico posição |
| E.U.A. Billboard                    | 18           |

| Chart (2003)  | Pico posição | Semanas no chart |
| ------------- | ------------ | ---------------- |
| Austrália     | 7            |                  |
| Nova Zelândia | 21           | 19               |

## Detalhes de Lançamento
| País           | Data       | Gravadora        | Formato          | Catálogo       |
| -------------- | ---------- | ---------------- | ---------------- | -------------- |
| Austrália      | 2003-02-28 | Epic Records     | CD               | 673545.2       |
| Reino Unido    | 2003-06-16 | Epic Records     | CD               | 673955-2       |
| Estados Unidos | 2005-06-28 | Daylight Records | Download Digital | não disponível |